# Освајачи олимпијских медаља у атлетици — седмобој за жене
Освајачице олимпијских медаља у атлетици у дисциплини седмобој за жене приказане су у следећој табели (резултати су изражени у бодовима):
| Дисциплина           |                                      | Резултат |                                                | Резултат |                                      | Резултат |
| Лос Анђелес 1984.    | Глинис Нан · Аустралија              | 6390 ОР  | Џеки Џојнер · Сједињене Државе                 | 6385     | Сабине Евертс · Западна Немачка      | 6363     |
| Сеул 1988.           | Џеки Џојнер-Керси · Сједињене Државе | 7291 ОР  | Сабине Џон · Источна Немачка                   | 6897     | Анке Бемер · Источна Немачка         | 6858     |
| Барселона 1992.      | Џеки Џојнер-Керси · Сједињене Државе | 7044     | Ирина Белова · Уједињени тим¹                  | 6845     | Сабине Браун · Немачка               | 6649     |
| Атланта 1996.        | Гада Шуа · Сирија                    | 6780     | Наталија Сазанович · Белорусија                | 6563     | Дениз Луис · Уједињено Краљевство    | 6489     |
| Сиднеј 2000.         | Дениз Луис · Уједињено Краљевство    | 6584     | Јелена Прохорова · Русија                      | 6531     | Наталија Сазанович · Белорусија      | 6527     |
| Атина 2004.          | Каролина Клифт · Шведска             | 6952     | Аустра Скујите · Литванија                     | 6435     | Кели Садертон · Уједињено Краљевство | 6424     |
| Пекинг 2008.         | Наталија Добринска · Украјина        | 6733     | Хајлијас Фаунтејн · Сједињене Државе           | 6700     | Кели Содертон Уједињено Краљевство   | 6517     |
| Лондон 2012.         | Џесика Енис · Уједињено Краљевство   | 6955     | Лили Шварцкопф · Немачка                       | 6649     | Аустра Скујите Литванија             | 6599     |
| Рио де Жанеиро 2016. | Нафисату Тијам · Белгија             | 6810     | Џесика Енис-Хил · Уједињено Краљевство         | 6775     | Бријен Тајсен Итон · Канада          | 6653     |
| Токио 2020.          | Нафисату Тијам · Белгија             | 6791     | Анук Фетер Холандија                           | 6689     | Ема Остервегел Холандија             | 6590     |
| Париз 2024.          | Нафисату Тијам · Белгија             | 6880     | Катарина Џонсон-Томпсон · Уједињено Краљевство | 6844     | Нор Видс · Белгија                   | 6707     |
| Лос Анђелес 2028.    |                                      |          |                                                |          |                                      |          |

¹ Екипа ЗНД је наступала под олимпијском заставом.

## Биланс медаља седмобој
| Ранг | Држава               | Злато | Сребро | Бронза | Укупно |
| 1.   | Белгија              | 3     | -      | 1      | 4      |
| 2.   | Сједињене Државе     | 2     | 2      | -      | 4      |
| 3.   | Уједињено Краљевство | 2     | 2      | 3      | 7      |
| 4.   | Аустралија           | 1     | -      | -      | 1      |
| 4.   | Сирија               | 1     | -      | -      | 1      |
| 4.   | Украјина             | 1     | -      | -      | 1      |
| 4.   | Шведска              | 1     | -      | -      | 1      |
| 8.   | Белорусија           | -     | 1      | 1      | 2      |
| 8.   | Источна Немачка      | -     | 1      | 1      | 2      |
| 8.   | Немачка              | -     | 1      | 1      | 2      |
| 8.   | Холандија            | -     | 1      | 1      | 2      |
| 8.   | Литванија            | -     | 1      | 1      | 2      |
| 13.  | Уједињени тим        | -     | 1      | -      | 1      |
| 14.  | Русија               | -     | 1      | -      | 1      |
| 15.  | Западна Немачка      | -     | -      | 1      | 1      |
| 15.  | Канада               | -     | -      | 1      | 1      |
|      | Укупно 16 земаља     | 11    | 11     | 11     | 33     |